# Ekspedicija Penobscot
Ekspedicija Penobscot je bila ameriška pomorska armada s 44 ladjami, ki jo je sestavil provincialni kongres Massachusettsa v času ameriške revolucionarne vojne. Flotila 19 bojnih ladij in 25 podpornih plovil je 19. julija 1779 iz Bostona odplula proti zgornjemu delu zaliva Penobscot v okrožju Maine ( danes država Maine) 1000 ameriških kolonialnih marincev (ne smemo jih zamenjevati s kontinentalnimi marinci) in milicami Združenih držav Amerike. Vključevala je tudi 100-članski topniški odred pod poveljstvom podpolkovnika Paula Revereja.
Cilj odprave je bil ponovno prevzeti nadzor nad srednjo obalo Maina od Britancev, ki so jo zavzeli mesec dni prej in jo preimenovali v Novo Irsko. Bila je največja ameriška pomorska odprava v vojni. Boji so potekali na kopnem in na morju okoli ustja rek Penobscot in Bagaduce pri Castineu v Mainu, v obdobju treh tednov v juliju in avgustu. To je povzročilo najhujši pomorski poraz Združenih držav Amerike vse do Pearl Harborja 162 let pozneje, leta 1941.
17. junija so se britanske vojaške sile pod poveljstvom generala Francisa McLeana izkrcale in začele vzpostavljati vrsto utrdb okoli Fort George (Castine, Maine) na polotoku Majabigwaduce v zgornjem zalivu Penobscot, s ciljem vzpostavitve vojaške prisotnosti na tem delu obale in ustanovitve kolonije Nova Irska. V odgovor je provinca Massachusetts z nekaj podpore kontinentalnega kongresa organizirala odpravo, da bi jih pregnala.
Američani so konec julija izkrcali vojake in poskušali oblegati Fort George, kar so resno ovirala nesoglasja glede nadzora nad ekspedicijo med poveljnikom kopenskih sil, brigadnim generalom Solomonom Lovellom in poveljnikom ekspedicije, komodorejem Dudleyjem Saltonstallom, ki je bil kasneje zaradi nesposobnosti odpuščen iz mornarice. General McLean je skoraj tri tedne zadrževal napad, dokler 13. avgusta ni iz New Yorka prispela britanska reševalna flota pod poveljstvom sira Georgea Collierja, ki je ameriško floto po reki Penobscot pognala v uničenje. Preživeli iz ekspedicije so se po kopnem vrnili v bolj naseljene dele Massachusettsa z minimalno hrano in orožjem.

## Bojni vrstni red

### Kraljeva mornarica
- Britanska eskadrilja, pod poveljstvom Georga Collierja[7]
  - HMS Raisonnable (64 topov)
  - HMS Greyhound (32 topov)
  - HMS Blonde (32 topov)
  - HMS Virginia (32 topov)
  - HMS Galatea (20 topov)
  - HMS Camilla (20 topov)
  - HMS Nautilus (18 topov)
  - HMS Otter (14 topov)
  - HMS Albany (14 topov)
  - HMS North (14 topov)

### Kontinentalna mornarica
- 1. eskadrilja, pod poveljstvom Solomona Lovella[7]
  - USS Warren (32 topov)
  - Vengeance (24 topov)
  - Charming Sally (22 topov) (zasebnik)[8]
  - Black Prince (18 topov) (zasebnik)[9]
  - Hunter (18 topov)
  - Active (16 topov)
  - Hazard (16 topov)
  - Tyrannicide (14 topov)
  - Springbird (12 topov) (zasebnik)[10]
  - Rover (10 topov) (zasebnik)[11]

- 2. eskadrilja, ki ji je poveljeval Dudley Saltonstall[7]
  - Monmouth (24 topov)
  - Putnam (24 topov)
  - Hector (20 topov)
  - Hampden (20 topov)[12]
  - Sky Rocket (16 topov)
  - Defense (16 topov) (zasebnik)[13]
  - Nancy (16 topov) (zasebnik)[14]
  - USS Diligent (14 topov)
  - USS Providence (12 topov)